# Berlin Schönhauser Allee
Berlin Schönhauser Allee – stacja kolejowa na liniach S8, S9, S41 i S42 S-Bahn w Berlinie oraz stacja metra na linii U2 w dzielnicy Prenzlauer Berg, w okręgu administracyjnym Pankow. Stacja została otwarta w 1913.